# Sexmo del Campo (Huete)
El Sexmo (o Alfoz) del Campo de Huete era una división histórica territorial de la villa Huete, fundada en el siglo XII para defender los núcleos de población que estaban cercanos a la frontera musulmana. La finalidad de estas entidades administrativas era la de proteger de una forma más ágil y próxima el territorio que abarcaba, y la dirección de la Hacienda y los bienes comunales. La cabeza de esta entidad administrativa estaba en  Carrascosa del Campo.

## Pueblos que lo componían.
El Sexmo estaba formado por los pueblos de: Carrascosa del Campo, Olmedilla del Campo, Loranca del Campo, , Palomares del Campo, Horcajada de la Torre, Torrejoncillo del Rey, Valparaíso de Abajo, Valparaíso de Arriba, y otras aldeas hoy desaparecidas dependientes de Carrascosa, como Valdejudíos, Cifuentes, Pulpón, Villaverde, La Olmeda, San Pedro, Amasatrigo, etc.

## Historia
Esta división administrativa fue creada en el siglo XII como consecuencia de la reconquista cristiana de Huete, y recayó su cabeza rectora en Carrascosa del Campo por el simple hecho de ser la población más grande después de Huete. El Sexmo desapareció el 18 de octubre de 1537, cuando Carrascosa se independizó jurídicamente de Huete. Excepto las localidades de Olmedilla del Campo, Loranca del Campo, Palomares del Campo y los Valparaísos, que siguieron con Huete hasta que cada una de ellas tomó el título de Villa, todos las demás siguieron bajo la juriscicción de Carrascosa.
Testimonio de la peligrosidad que tenía el territorio de este Sexmo, debida a la cercanía al territorio  musulmán, son las atalayas o torres vigía que allí hubo. En el siglo XVI, en la Relaciones Topográficas de Felipe II, se dicta que en el término de Carrascosa del Campo había varias atalayas, una de ellas dentro del núcleo de Carrascosa. Otro ejemplo muy visible es la localización del Castillo de Amasatrigo, pilar de las defensas en el frente oriental del Sexmo.